# Vol des bijoux de la maison de Hesse-Cassel
Le vol des bijoux de la maison de Hesse-Cassel désigne le vol des joyaux ayant appartenu à différents membres de la famille de Hesse-Cassel par trois soldats américains (le capitaine Kathleen Nash, le major David Watson et le colonel Jack Durant) membres des forces d'occupation présentes en Hesse, en février 1946.

## Histoire
À la suite d'un bombardement aérien ayant détruit une banque de Francfort, le prince Wolfgang de Hesse-Cassel retire, avec l'accord de ses proches, les bijoux de sa famille de la Deutsche Bank pour les cacher à Friedriechshof, propriété de la dynastie. Le prince fait alors réaliser un coffre de zinc qui est caché dans un mur du cellier du château.
À la fin de la Seconde Guerre mondiale, en mars-avril 1945, les Hesse-Cassel sont chassés de Friedrichshof par l'armée américaine, qui transforme bientôt le château en club d'officiers. Les forces d'occupation s'y livrent alors à de nombreux larcins, mais les bijoux de la famille ne sont pas découverts immédiatement.
Le 5 novembre 1945, le capitaine Kathleen Nash, le major David Watson et le colonel Jack Durant découvrent finalement la cache du prince Wolfgang alors qu'ils inspectent les caves du château pour y chercher du vin. Dans les jours qui suivent, les trois compères s'emparent des bijoux, qu'ils emmènent dans la chambre du capitaine Nash, avant de les faire sortir du château, en février 1946. Ils s'emparent alors d'un trésor évalué à 2 000 000 £ de l'époque.
Le vol n'est découvert que quelques semaines plus tard. La princesse Sophie de Grèce, propriétaire de certains des joyaux cachés à Friedrichshof, ayant prévu de se remarier, elle sollicite l'autorisation des autorités américaines de venir chercher ses bijoux, ce qui lui est accordé. Venue récupérer ses biens en compagnie de sa belle-mère, la landgravine Marguerite de Prusse, elle découvre alors la disparition des bijoux. S'ensuit alors une enquête, qui aboutit à l'arrestation des trois militaires. Soumis à la justice, ils sont finalement reconnus coupables des faits mais seule une partie des pièces volées est retrouvée intacte, le reste ayant été démantelé pour être plus facilement écoulé en Suisse. 
Le procès terminé, le gouvernement américain tergiverse plusieurs années autour de la question de la restitution des pièces subsistantes, qui ne sont rendues à leurs propriétaires que le 1er août 1951. En définitive, la famille récupère alors environ 10 % des bijoux volés.

## Dans la culture populaire
Au cinéma, le vol des bijoux de la maison de Hesse-Cassel sert de source d'inspiration au thriller The Hessen Affair (ou The Hessian Conspiracy) de Paul Breuls (2009).
À la télévision, le vol est raconté dans l'épisode 7 (« Hesse Jewels ») de la deuxième saison de la série documentaire Daring Capers (2001).